# Магдебургские врата
Ма́гдебургские (Плоцкие) врата — романские бронзовые храмовые двери середины XII века, расположенные на западной стороне Софийского собора в Новгороде, где находился главный вход в храм. Ныне открываются только во время праздников, когда службу ведёт архиепископ Новгородский и Старорусский.

## Именование
В русский источниках с конца XVI по XIX век Магдебургские врата именовались Корсунскими. В настоящее время Корсунскими вратами называют другие двери собора, которые отделяют придел Рождества Пресвятой Богородицы от Мартириевской паперти Софийского собора. Магдебургские врата также называли Сигтунскими после публикации в XIX веке историка Аделунга Ф. П., который связывал их появление в Новгороде с походом новгородцев в Сигтуну в 1187 году. В современной литературе эти врата принято называть Магдебургскими по месту их изготовления или Плоцкими по месту их первоначального пребывания.

## Происхождение
Врата сделаны в 1152—1154 годах в Магдебурге и предназначались, по-видимому, для собора Успения Пресвятой Девы Марии в Плоцке. В Новгороде врата появились во второй четверти XV века. Впервые двери придела Рождества Богоматери упоминаются в XVIII веке в описях Софийского собора, где они именуются Корсунскими, а в описи 1803 года они обозначены как немецкие. Около 1450 года эти двери, отреставрированные мастером Аврамом, были перенесены в западный портал собора. С середины XV века бытовала легенда о том, что врата из Византии привёз Великий князь Владимир, и до появления новой версии их происхождения их называли Корсунскими. В версии, опубликованной Ф. Аделунгом в 1823 году, эти врата являются воинским трофеем новгородцев (карел, эстов, ижор и северных русских), ходивших по морю в 1187 году в тогдашнюю шведскую столицу Сигтуну. Исследователь материальной культуры средневекового Новгорода Н. Г. Порфиридов предполагал, что они могли быть увезены новгородцами в качестве трофея из захваченного в 1262 году ливонского Дерпта.

### Сигтунская версия
Ворота были смонтированы после привоза в Новгород не в первоначальном виде, а с нарушением прежней композиции. Многие части при перевозке были потеряны и заменены рельефами и украшениями из другого памятника подобного рода, несколько отличавшегося по стилю. Это говорит за то, что врата привезены в Новгород не в результате покупки (в этом случае была бы тщательно зафиксирована первоначальная композиция и были бы сохранены все детали), а как военная добыча.
В 1616 году Якоб Делагарди писал о вратах шведскому канцлеру Акселю Оксеншерне:

«Относительно медных врат, которые его королевское величество желает, чтобы ему прислали из Новгорода ради их достопримечательности, тем более, что Его Королевскому Величеству сообщили, что они, вероятно, некогда были взяты из Сигтуны, — то я очень бы желал исполнить приказание Его Королевского Величества, но так как эти врата, о которых русские уверяют, что они как дар вывезены из Греции, служат входом в главный храм митрополита, то вызовет много шума, жалоб и беспокойства, если мы при настоящих обстоятельствах, когда идут переговоры с русскими, силою выломим и увезем эти врата».

## Внешний вид
Магдебурские врата состоят из двух створок, покрытых рельефными изображениями сцен из Ветхого и Нового Заветов. Врата происходят из Центральной Европы, чем объясняется католический, а не православный характер изображений. Сцены с фигурами людей, животных, архитектурными деталями выполнены с большим художественным мастерством. На вратах изображены и исторические фигуры — магдебургский епископ Вихман (1152—1192) и плоцкий епископ Александр (1129—1156). По их заказу ворота были изготовлены в 1152—1154 годах. Также на вратах присутствуют изображения сотворивших их мастеров-литейщиков Риквина (с весами в правой и клещами в левой руке) и Вайсмута (с клещами в руках). Между фигурами немецких создателей помещена фигура русского мастера Авраама. У каждой из трёх фигур сделаны надписи: на латинском языке у фигур Риквина и Вайсмута и на русском у фигуры Авраама. Авраам, по преданию, собрал пластины, на которые врата были разобраны для перевозки. По одной из версий, он был современником и сотрудником Риквина и Вайсмута, по другой — жил несколько веков спустя, руководил поновлением ворот и добавил свой автопортрет. Дверные рукояти, согласно средневековой традиции, имеют вид звериных масок с прикреплёнными к их челюстям двуглавыми змеями, служащими назидательным образом Ада и напоминающими входящему о грядущем Страшном Суде. В пасти у масок — головы грешников. Над композициями вырезаны латинские надписи, под ними — русские переводы. В нижнем правом углу левой створки — редкое изображение сотворения Евы. Кентавр (Китоврас), целящийся из лука, — олицетворение двойственности человеческой натуры.

## Реставрация
В 1980-х — 1990-х годах Магдебургские врата неоднократно исследовались и реставрировались. В ходе реставрации специалистами-реставраторами было выдвинуто предложение поместить оригинал в музей и заменить его копией, однако оно не получило поддержки.
- Фрагменты Магдебургских врат

## Копии
- В Плоцком соборе

- В Историческом музее (Москва)